# تاريخ اليهود في إسكتلندا

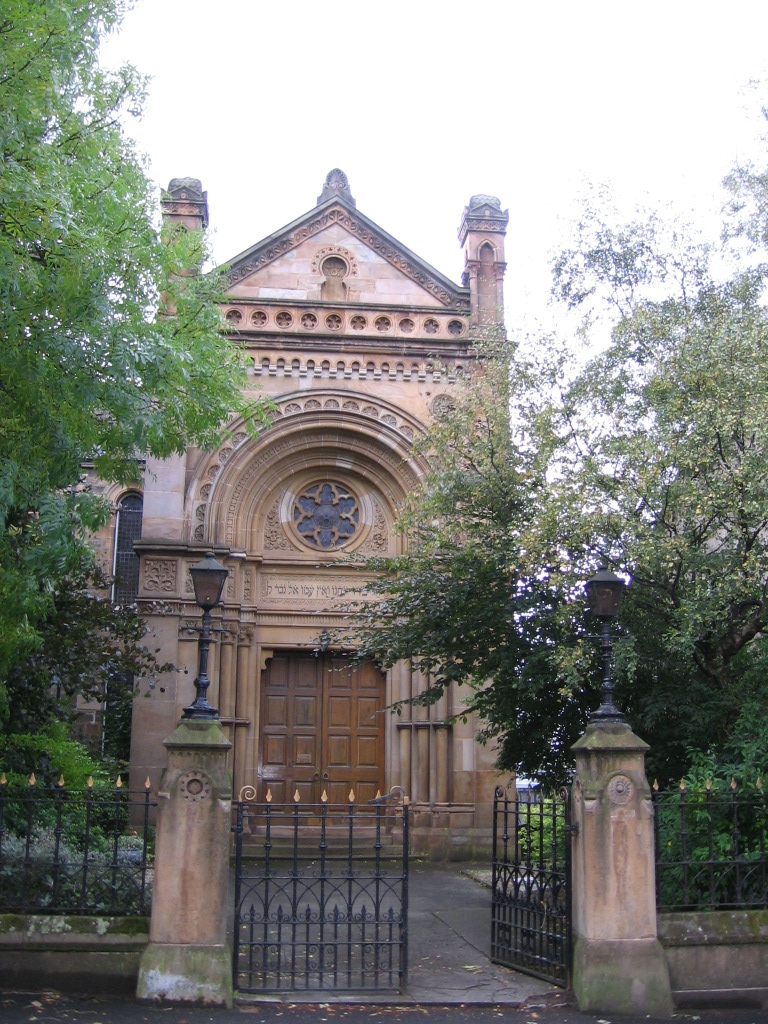

يعود تاريخ اليهود في إسكتلندا على الأقل إلى القرن السابع عشر. لا يُعرف متى وصل اليهود أول مرة إلى إسكتلندا، إذ تشير المراجع التاريخية المبكرة الموثوقة إلى أن أول وجود لليهود في إسكتلندا يعود إلى نهايات القرن السابع عشر. يُعد معظم اليهود الموجودين حاليًا في إسكتلندا من الإشكناز الذين استقروا في إدنبرة أولًا ثم في غلاسكو في منتصف القرن التاسع عشر.
وفقًا لإحصاء السكان عام 2011، يعيش حوالي 5887 يهودي في إسكتلندا؛ بتراجع نسبته 8.7% عن إحصاء عام 2001. كان عدد سكان إسكتلندا في ذلك الوقت 5,313,600 شخص، وبالتالي تبلغ نسبة اليهود الإسكتلنديين من عدد السكان الكلي 0.1%.

## من العصور الوسطى وحتى الاتحاد مع إنجلترا
ثمة أدلة شحيحة على وجود اليهود في إسكتلندا العصور الوسطى. في عام 1180، منع أسقف غلاسكو رجال الكنيسة باستبدال ما يصل إليهم من إحسان بالأموال المقترضة من اليهود. كان هذا الإجراء في وقت اندلعت فيه أعمال شغب معادية لليهود في إنجلترا، لذا من الممكن أن اليهود وصلوا إلى إسكتلندا بصفتهم لاجئين، أو يمكن أن يشير هذا إلى اليهود المقيمين في إنجلترا الذين كان يقترض منهم الإسكتلنديين المال.
في العصور الوسطى، كانت أغلب تجارة إسكتلندا مع قارة أوروبا، إذ كان صوف أديرة الحدود يمثل الصادرات الرئيسية للبلاد إلى فلاندرز والبلدان المنخفضة. كان للتجار الإسكتلنديين من أبردين ودوندي روابط تجارية وثيقة مع موانئ البلطيق في بولندا وليتوانيا. لذا، من الممكن أن اليهود قد أتوا إلى إسكتلندا للقيام بأعمال تجارية مع نظرائهم الإسكتلنديين، رغم عدم وجود دليل مباشر على ذلك.
تكهن المؤلف هنري ماكنزي في أواخر القرن الثامن عشر بأن ارتفاع نسبة أسماء الأماكن التوراتية حول قرية مورنينجسايد بالقرب من إدنبرة قد يشير إلى أن اليهود استوطنوا في تلك المنطقة خلال العصور الوسطى. ومع ذلك، فقد ثبت أن هذا الاعتقاد غير صحيح، إذ يعود أصل الأسماء بدلاً من ذلك إلى وجود مزرعة محلية اسمها مصر في الوثائق التاريخية من القرن السادس عشر ويعتقد أنها تشير إلى وجود غجري.

## الفترة بين القرن السابع عشر والقرن التاسع عشر
كان أول وجود مسجل لليهود في إدنبرة هو ديفيد براون الذي أقام تطبيقًا ناجحًا للسكن والتجارة في المدينة عام 1691.
يبدو أن أغلب الهجرات اليهودية حصلت بعد مرحلة التصنيع وبعد عام 1707، وفي ذلك الوقت خضع اليهود في إسكتلندا لقوانين مختلفة مناهضة لليهود طُبقت على بريطانيا كلها. أعاد أوليفر كرومويل اليهود إلى كومنولث إنجلترا عام 1656، وكان له تأثير في السماح لهم بالسكن شمال الحدود. كانت إسكتلندا تخضع للسلطة القضائية للقانون اليهودي الذي صدر عام 1753 ولكنه ألغي في السنة التالية.
كان ليفي مايرز أول خريج من جامعة غلاسكو معروف للجميع بأنه يهودي عام 1787. كان الطلاب الإسكلتنديين، على عكس معاصريهم الإنجليز، غير مجبرين على أداء قسم ديني.
في عام 1795، اشترى هيرمان ليون وهو طبيب أسنان وأخصائي طب الأقدام أرض مدفن. يعود أصل هيرمان إلى موغندورف في ألمانيا. غادر موغندروف حوالي عام 1764 وقضى فترةً في هولندا قبل أن يصل إلى لندن. انتقل إلى إسكتلندا عام 1788. لم يعد وجود المدفن في كالتون هيل واضحًا الآن، ولكنه مُحدد على خارطة إحصاء الذخائر عام 1852 باسم قبو دفن اليهود.
أسِس أول تجمع يهودي في إدنبرة عام 1816، عندما كان مجتمع إدنبرة يتألف من 20 عائلة. أسس أول تجمع في غلاسكو عام 1821، وأسس تجمع أربيدين عام 1893. تصور مقبرة دوندي اليهودية أن اليهود كانوا متواجدين في المدينة منذ القرن التاسع عشر.
اعتُرف بآيزال كوهين، وهو صانع قبعات ومقيم في غلاسكو، بأنه بورغيس المدينة (شخص له سلطة وامتياز تجاريان) في 22 سبتمبر عام 1812. كان جوزيف ليفي، وهو تاجر ريش وضحية للكوليرا، أول من يدفن في مقبرة غلاسكو في 12 سبتمبر عام 1832. حدث هذا قبل سنة من الافتتاح الرسمي لأرض الدفن والتي بيع قسم منها لليهود مسبقًا مقابل مئة جنيه. كان آشر آشر (1837-1889) من مواليد غلاسكو أول إسكتلندي يهودي يدخل مهنة الطب. كان آشر مؤلف كتاب «الطقوس اليهودية للختان» المشنور عام 1873.
لتجنب الاضطهاد والمذابح في الإمبراطورية الروسية، استقر اليهود في المدن الكبرى في بريطانيا بما في ذلك إسكتلندا وبشكل خاص في غلاسكو (في الجزء الأفقر من المدينة، الجوربالس، إلى جانب المهاجرين الإيرلنديين والإيطاليين). وجد مجتمع صغير في إدنبرة ومجموعات أصغر في دوندي وأبيردين وغرينوك وآير. عمد اليهود القادمين من غرب الإمبراطورية لا سيما من بولندا وليتوانيا إلى استخدام إسكتلندا كمحطة وقوف في طريقهم إلى أمريكا الشمالية. يفسر هذا لماذا كانت غلاسكو موقعهم المفضل. ومع ذلك، أولئك الذين لم يتمكنوا من توفير المال للرحلة عبر الأطلسي انتهى بهم المطاف بالاستقرار في المدينة. في عام 1897، بعد التدفق، بلغ عدد السكان اليهود في غلاسكو أربعة آلاف.

## القرنين العشرين والواحد والعشرين
استمرت الهجرة في القرن العشرين، إذ بلغ عدد المهاجرين عام 1901 تسعة آلاف يهودي وفي عام 1911 12 ألف. زاد المهاجرون من ألمانيا النازية والهاربون من الحرب العالمية الثانية المجتمع اليهودي والذي قُدر عدده بعشرين ألف يهودي في منتصف القرن العشرين. عن طريق المقارنة، وصل عدد السكان اليهود في المملكة المتحدة إلى نصف مليون شخص، لكن هذا الرقم انحسر إلى النصف في الوقت الحالي.
استمرت ممارسة الشعائر الدينية اليهودية في إسكتلندا بالتناقص، إذ أصبح معظم اليهود الشباب علمانيين أو متزاوجين مع ديانات أخرى. هاجز اليهود الإسكتلنديين بأعداد كبيرة إلى إنجلترا والولايات المتحدة وكندا وأستراليا ونيوزيلندا لأسباب اقتصادية مثلما فعل الإسكتلنديين الآخرين. وفقًا لإحصاء السكان عام 2001، يعيش 6448 يهودي في إسكتلندا. وفقًا لإحصاء السكان عام 2011، يعيش 5887 يهودي في إسكتلندا بتناقص يقدر بـ 8.7% عن عام 2001. يعيش معظم اليهود في غلاسكو (4249 شخص) وهناك أعداد أصغر في إدنبرة (934 شخص) ودوندي. بقي السكان اليهود في إسكتلندا في الغالب حضريين. يعيش ما يقارب من 25% من سكان إسكتلندا اليهود في ضاحية غلاسكو في نيوتاون ميرنز.
في مارس عام 2008، صمم بريان ويلتون طرطانًا يهوديًا من أجل حبر حركة الحباد مينديل جاكوبس ووافقت عليه سلطة الطرطان الإسكتلندي. كانت ألوان الطرطان الأزرق والأبيض والفضي والأحمر والذهبي. وفقًا لجاكوبس: «يمثل الأبيض والأزرق أعلام إسكتلندا وإسرائيل والذهبي يمثل الذهب في الخيمة التوراتية وتابوت العهد والأوعية الشعائرية الكثيرة، ويعود الفضي إلى زخارف لفافة القانون ويمثل الأحمر النبيذ الكوديشي الأحمر التقليدي».
تُمثل المجموعات اليهودية في إسكتلندا بالمجلس الإسكلتندي للمجتمعات اليهودية.